# Adabas
Adabas (Adaptable Database System) ist ein Datenbankmanagementsystem der Darmstädter Software AG. 
Es wurde von Peter Schnell zunächst für die Großrechner von IBM – unter z/VSE und MVS – und Siemens – unter BS1000 und BS2000 – entwickelt. Die Erstinstallation fand im Jahre 1971 statt. Adabas wurde im Laufe der Jahre auch für andere Plattformen (wie VMS von DEC, verschiedene Unix-Systeme, Linux, Windows) verfügbar. Adabas wird häufig als Hochleistungsdatenbank bis weit in den Tera-Bereich eingesetzt; genauso aber auch als Abteilungs- oder sogar Desktop-Datenbank für Anwendungen der Software AG, insbesondere wenn es sich dabei um Anwendungen in Natural handelt. 
Üblicherweise wird Adabas nicht von Privatanwendern eingesetzt, da die zugrunde liegenden Konzepte und auch die Zugriffsmethoden einen nicht unerheblichen Lernaufwand bedingen.
Adabas basiert auf dem NF²-Datenbankmodell. NF² steht dabei für NFNF = non first normal form.
Es sollte eigentlich eher NOFNF (not only first normal form) heißen.
Adabas ist nämlich nicht darauf beschränkt, 
die Daten nach dem Sprachgebrauch der relationalen Theorie ausschließlich in der ersten Normalform abzuspeichern. 
Vielmehr ist es bei Bedarf möglich,
eindimensionale Arrays (multiple Felder) 
und sogar zweidimensionale Arrays (multiple Felder in Periodengruppen)
direkt zu speichern.
Adabas verfügt über mehrere Möglichkeiten, Daten komprimiert abzuspeichern.
Zusatzfeatures öffnen Adabas auch Anwendern, welche Datenbankinhalte über SQL (Adabas SQL Gateway) oder eine Serviceorientierte Architektur (Adabas SOA Gateway) nutzbar machen wollen.
Neben Adabas existiert auch eine relationale Datenbank namens Adabas D, die jedoch bis auf den Namen nichts mit Adabas gemeinsam hat. Das D steht hier für Department. Zur besseren Unterscheidung wurde Adabas von Software AG zeitweise auch als Adabas C bezeichnet. Dabei stand das C für Central. Diese Bezeichnung wurde aber in den letzten Jahren wieder aufgegeben. 
Die aktuellen Versionen auf dem Markt sind seit Oktober 2022 Adabas 7.0 für Linux, Unix und Windows bzw. Ababas 8.5 im Mainframe Bereich.
Unter anderem kann Adabas auch als Docker Image laufen. Adabas und Natural unterstützen die Amazon Webservices Plattform.